# Radio Schleswig-Holstein
Radio Schleswig-Holstein (R.SH) er en privatejet radiostation i det nordlige Tyskland, der sender i delstaten Slesvig-Holsten. 
Den etableredes i juli 1986 som den første private og kommercielle radiostation i Tyskland. I dag ejes stationen af Regiocast, der også driver en række andre regionalradioer i Tyskland.
R.SH er en typisk AC-station, hvor der spilles mest populære moderne popmusik. Målgruppen er de 14- til 49-årige. I 2021 havde stationen en markedsandel på 24,1 procent blandt lyttere over 14 år i Slesvig-Holstein. Foruden hovedkanalen sendes digitalt en række nichekanaler, der er dedikeret til eksempelvis musik fra 1980'erne og 1990'erne.
Stationen sender både på FM-båndet og i kabelnettet og blev frem til januar 2017 også distribueret via YouSees kabel-tv-net i Danmark.